# حرب
الحرب هو نزاع مسلح تبادلي بين دولتين أو أكثر من الكيانات والتحالفات غير المنسجمة، حيث الهدف منها هو إعادة تنظيم الجغرافية السياسية للحصول على نتائج مرجوة ومصممة بشكل ذاتي. قال المنظر العسكري البروسي كارل فون كلاوزفيتز في كتابه عن الحرب أنها «عمليات مستمرة من العلاقات السياسية، ولكنها تقوم على وسائل مختلفة.»  وتعد الحرب تفاعلًا بين اثنين أو أكثر من القوى المتعارضة والتي لديها «صراع في الرغبات»  ويستخدم هذا المصطلح أيضا كرمز للصراع غير العسكري، مثل الحرب الطبقية.
لا تُعد الحرب بالضرورة احتلالًا أو قتلًا أو إبادة جماعية بسبب طبيعة المعاملة بالمثل كنتيجة للعنف، أو الطبيعة المنظمة للوحدات المتورطة.
الحرب الأهلية هي حرب بين الفصائل لمواطني بلد واحد (كما هو الحال في الحرب الأهلية الأمريكية)، أو بشكل آخر هي نزاع بين دولتين تم إنشاؤهما من أصل واحد ومتحد سابقا. الحرب بالوكالة هي حرب تنتج عندما تستعين قوتان بأطراف ثالثة كبدائل لقتال بعضهم البعض بشكل مباشر.
وللحرب كيانها الثقافي وممارستها ليست مرتبطة بنوع وحيد من التنظيم السياسي أو المجتمعي. بدلا من ذلك، كما تمت مناقشته من قبل جون كيغان في تأريخه للحرب، فإن الحرب هي ظاهرة عالمية، وشكلها ونطاقها يحددها المجتمع الذي يقوم بها. تمتد سير الحرب على طول سلسلة متصلة من الحروب القبلية شبه العالمية والتي بدأت قبل التاريخ المسجل للإنسان، ثم إلى حروب بين المدن أو الأمم أو الإمبراطوريات.
بالمعنى العسكري المنظم، فإن المجموعة من المقاتلين ودعمهم يسمى الجيش على الأرض، ويسمى القوات البحرية في البحر، والقوات الجوية في الهواء. قد تجرى الحروب في وقت واحد على واحد أو أكثر من المسارح المختلفة. داخل كل مسرح، قد يكون هناك واحد أو أكثر من الحملات العسكرية المتوالية. وتشمل الحملة العسكرية ليس فقط القتال، بل أيضا الاستخبارات، وتحركات القوات والإمدادات والدعاية، وغيرها من العناصر. وهناك فترة من الصراع الضاري المستمر تسمى تقليديا المعركة، مع أن هذه المصطلحات لا تطبق على النزاعات التي تشمل الطائرات والصواريخ والقنابل وحدها، في ظل غياب القوات البرية أو البحرية. أيضا يوجد هناك العديد من الأفعال الأخرى التي يمكن اتخاذها بواسطة القوات العسكرية أثناء الحرب، ويمكن أن تشمل هذه الأفعال بحوث الأسلحة، والاعتقالات والاغتيالات والاحتلال، وقد تحدث الإبادة الجماعية في بعض الحالات.
وبما أن الجوانب الإستراتيجية والتكتيكية للحرب تتبدل دائما، فإن النظريات والمذاهب المتعلقة بالحرب غالبا ما تصاغ قبل، أثناء، وبعد كل حرب كبرى. قال كارل فون كلاوزفيتس: «إن لكل عصر نوعه الخاص من الحروب، والظروف الخاصة، والتحيزات المميزة.».
لا تقتصر الحرب على الجنس البشري؛ حيث ينخرط النمل في صراعات هائلة داخلية من الممكن أن توصف بأنها حرب، وقطيع الشمبانزي تتشارك وكأنها مجموعة حربية. ونظريا فإن الأنواع الأخرى أيضا تنخرط في سلوك مماثل، مع أن هذا لم يتم توثيقه بشكل جيد.

## أصل الكلمة
الحَرْبُ تُؤَنَّثُ، يقال: وقَعت بينهم حربٌ وتصغيرها حُرَيْبٌ ، وكلمة حرب اسم صحيح مجرد ثلاثي على وزن فَعْلْ والمثنى
منها حربان (في حالة الرفع) أو حربين (في حالة النصب والجر) وجمع هذه الكلمة جمع تكسير حروب، والفعل من حرب فعلٌ متعد معتل تام التصرف حَارَبَ، يُحَارِب، حَارِبْ.

## أنواع الحروب
- الحرب غير المتكافئة: هي صراع بين أطراف متحاربة ذات مستويات مختلفة اختلافًا جذريًا من ناحية الحجم أو القدرات العسكرية.
- الحرب البيولوجية، أو الحرب الجرثومية: تنطوي هذه الحرب على استخدام المواد السامة البيولوجية أو العوامل المعدية مثل البكتيريا والفيروسات والفطريات.
- الحرب الكيماوية: تنطوي على استخدام الأسلحة الكيميائية في المعارك. استُخدم الغاز السام بصفته سلاحًا كيماويًا أساسيًا في الحرب العالمية الأولى، إذ أسفر الأمر عن أكثر من مليون إصابة تقديريًا، بما في ذلك أكثر من 100,000 مدني.[16]
- الحرب الباردة: وهي تنافس دولي عنيف وخالٍ من أي نزاع عسكري مباشر، لكنّه ينطوي على تهديد دائم باستخدام القوة العسكرية. تشتمل الحرب الباردة على مستويات عالية من الاستعدادات العسكرية والنفقات والتنمية، وقد تنطوي على نزاعات نشطة بصورة غير مباشرة، مثل الحرب الاقتصادية أو الحرب السياسية أو العمليات السرية أو التجسس أو حرب الإنترنت أو الحرب بالوكالة.
- الحرب التقليدية: وهي حرب معلنة بين الدول، لكن لا تُستخدم فيها أيّ أسلحة نووية أو بيولوجية أو كيماوية. وتتّسم هذه الحرب بأنها محدودة الانتشار.
- حرب الإنترنت: وهي حرب منطوية على إجراءات دولة قومية أو منظمة دولية بهدف مهاجمة نظم المعلومات التابعة لدولة أخرى أو محاولة إلحاق الضرر بها.
- العصيان: هو تمرّد على السلطة، ولا يُعتبر المشاركين فيه مقاتلين (محاربين شرعيين). يصبح العصيان حربًا عندما يُقابل بحرب لمكافحته. تمكن مكافحة العصيان من خلال بعض التدابير التي تهدف إلى حماية السكان، وبعض الإجراءات السياسية أو الاقتصادية المختلفة التي تهدف إلى تقويض مطالبات المتمرّدين ضد النظام الحالي.
- حرب المعلومات: وهي تطبيق القوة المدمّرة على نطاق واسع ضد نظم المعلومات ومواردها، وأجهزة الكمبيوتر، والشبكات الداعمة للبنى التحتية الحيوية الأربعة (الشبكة الكهربائية، والاتصالات، والأموال، والنقل).[17]
- الحرب النووية: هي الحرب التي تنطوي على استخدام الأسلحة النووية بصفتها الوسيلة الرئيسة أو الأساسية للحصول على الاستسلام المرجو.
- الحرب الشاملة: وهي الحرب التي تنطوي على أي وسيلة متاحة، وتتجاهل قوانين الحرب لا مبالية بالقيود المفروضة على الأهداف العسكرية المشروعة. تُستخدم في هذه الحرب الأسلحة والتكتيكات التي من شأنها إلحاق خسائر هائلة في صفوف المدنيين. تتطلّب الحرب الشاملة بذل جهود حربية تسفر عن تضحيات كبيرة من جهة السكان المدنيين الودّيين.
- الحرب غير التقليدية: هي النقيض التام من الحرب التقليدية. تُعتبر الحرب غير التقليدية بمثابة محاولة لتحقيق نصر عسكري عبر الإذعان، أو الاستسلام، أو الدعم السري لطرف واحد من أطراف الصراع الحالي.

## تاريخ الحروب

معركة الجبل الأبيض، 1620، معركة من أوائل المعارك في حرب الثلاثين عاما.

انسحاب نابليون بونابرت من موسكو بعد كارثة الغزو الفرنسي لروسيا.

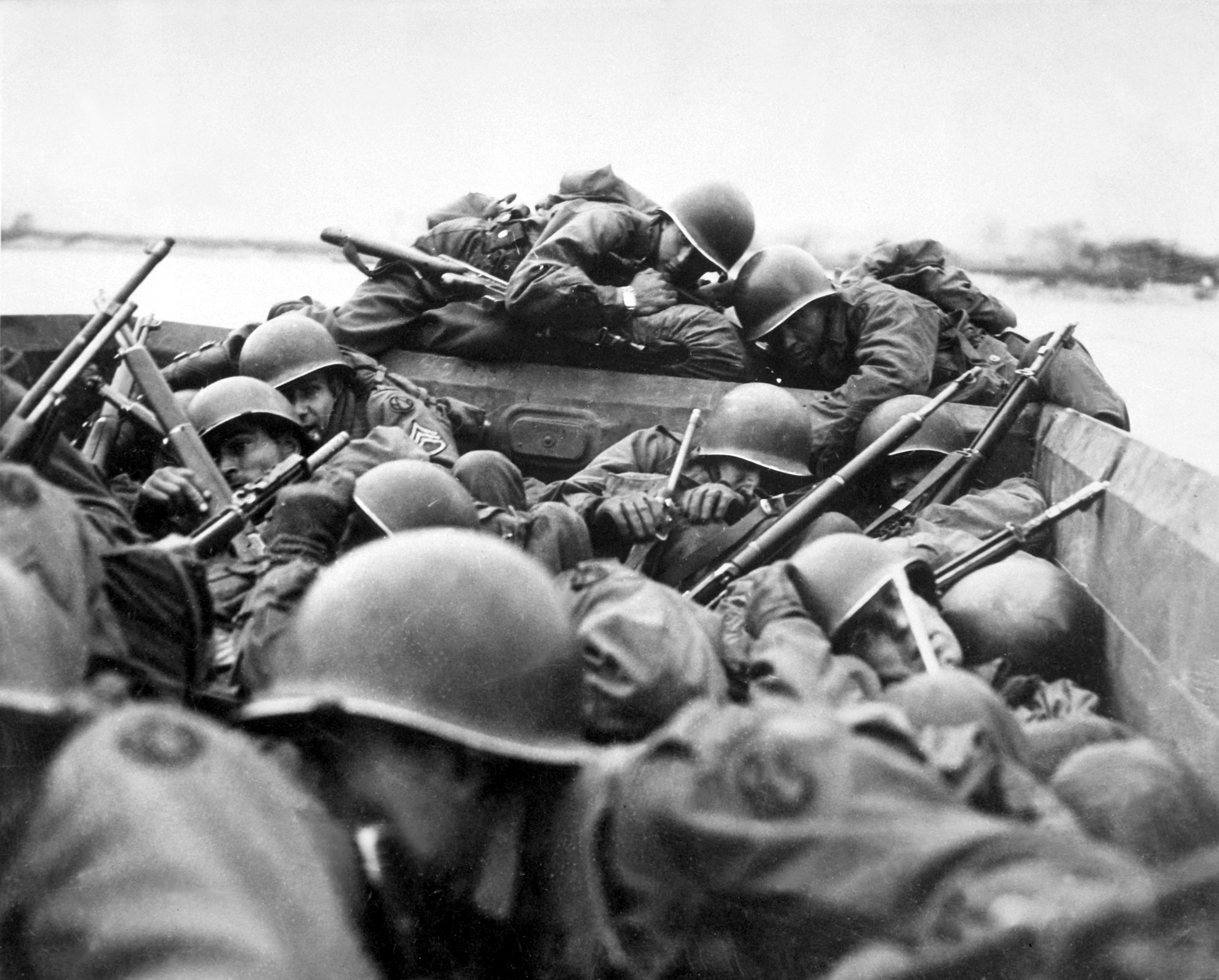
عبور مشاة الجيش التاسع والثمانين نهر الراين في زوارق هجومية عام 1945.

قبل فجر الحضارة، كانت الحرب عبارة عن إغارات على نطاق صغير. نصف الناس الذين وجدوا في مقبرة نوبية تعود إلى 12,000 سنة قد ماتوا نتيجة للعنف. منذ ظهور الدولة منذ حوالي 5,000 سنة مضت  بدأ النشاط العسكري في مناطق كثيرة من العالم. وأدى ظهور البارود وتسريع وتيرة التقدم التكنولوجي إلى الحروب الحديثة.
ذكر لورانس هـ. كيلي في كتابه الحرب قبل الحضارة، وهو أستاذ في جامعة الينوي أن ما يقرب من 90-95 ٪ من المجتمعات المعروفة على مر التاريخ قد شاركت على الأقل في حرب عرضية، ، وخاضت العديد منها باستمرار.
في أوروبا الغربية ومنذ أواخر القرن الثامن عشر فقد كان هناك أكثر من 150 من الصراعات والمعارك فيما يقرب من 600 مكان.
وثق تقرير الأمن البشري لعام 2005 انخفاضا كبيرا في عدد وشدة الصراعات المسلحة منذ نهاية الحرب الباردة في أوائل التسعينيات. ومع ذلك، فإن الأدلة التي اختبرت في طبعة عام 2008 من مركز التنمية الدولية وإدارة النزاعات في «السلام والصراع» أشارت إلى أن الانخفاض العام في الصراعات قد توقف.

## الدوافع
قد تكون الدوافع للحرب مختلفة بين أولئك الذين يأمرون بالحرب وبين الذين يموتون فيها. وللقيام بحرب لا بد أن يكون هناك دعم من قيادتها وقواتها العسكرية، وشعبها. على سبيل المثال، في الحرب البونية الثالثة، أراد قادة  روما قيام الحرب مع قرطاج للقضاء على منافس صاعد، في حين أن دافع الجنود الفردية قد كان الرغبة في كسب المال. ولأن هناك الكثير من المعنيين، فقد اكتسبت الحرب طبيعة خاصة به ناتجة من احتشاد دوافع كثيرة ومختلفة.
على أية حال، فإن الدافع الأهم للحرب، في نواح عدة، هو الإمبريالية.
أشار المؤلف يوحنا جـ. استوسينجر في كتابه لماذا تذهب الأمم إلى الحرب، إلى أن كلا الطرفين سيدعيان أن الأخلاق هي مبرر قتالهم. وهو ينص أيضا على أن الأساس المنطقي لبداية الحرب يعتمد على تقييم مفرط في التفاؤل لنتائج القتال (الإصابات والتكاليف)، وعلى التصورات الخاطئة لنوايا العدو.
أشار التلمود اليهودي في شرحه للقتال بين قابيل وهابيل (بيريشيت الربع الثاني والعشرون: من 7 إلى) إلى ثلاثة أسباب عالمية للحروب: وهم أولاً) أسباب اقتصادية، وثانياً) السلطة / الفخر / الحب (أسباب شخصية) وثالثاً) أسباب أيديولوجية / دينية.

### النظريات الاقتصادية
تجادل إحدى مدارس الفكر على أن الحرب يمكن أن ينظر إليها باعتبارها نمو للمنافسة الاقتصادية في ظل نظام دولي تنافسي. في ضوء هذا الطرح فإن الحروب تبدأ نتيجة للسعي لامتلاك أسواق الموارد الطبيعية والثروات. في حين أن هذه النظرية قد تنطبق على العديد من الصراعات، فإن الحجج المضادة تصبح أقل صلاحية بسبب الحراك المتزايد لرؤوس الأموال والمعلومات عن مستوى توزيع الثروات في أرجاء العالم، وتعد الاختلافات في الثروات، بشكل نسبي وليس مطلق، هي وقود الحروب. هناك من هم في أقصى يمين الطيف السياسي الذين يقدمون الدعم، الفاشية على وجه الخصوص، من خلال التأكيد على أنه الحق الطبيعي للقوي لأن الضعيف لا يمكنه المقاومة بالقوة. والبعض من الوسط، والرأسماليين، من قادة العالم، بمن فيهم رؤساء للولايات المتحدة وجنرالات الولايات المتحدة أعربوا عن تأييدهم لوجهة النظر الاقتصادية للحرب.

«هل هناك أي رجل، هل هناك أي امرأة، واسمحوا لي أن أقول هل هناك أي طفل لا يعرف ان بذور الحرب في العالم الحديث هي التنافس الصناعي والتجاري ؟» -- وودرو ويلسون، 11 أيلول، 1919، سانت لويس.

«بالنسبة لمدراء الشركات، فإن الغيبيات العسكرية غالبا ما تتزامن مع مصلحتهم في تدفق مستقر ومخطط له من الربح؛ أنها تمكنهم من امتلاك المخاطر المكتتبة من المال العام؛ أنها تمكنهم وبشكل معقول من التوقع أن تمكنهم من استغلالها لتحقيق الربح الآن وفي الوقت اللاحق، بحوث التطوير الخطرة يدفع ثمنها من المال العام.  هي، باختصار، قناع للرأسمالية المدعومة من أولئك الذين يسعون لتعظيم أرباحهم وتستند على سلطتهم».
جيم رايت ميلز، أسباب الحرب العالمية 3,1960 

«في مجالس الحكومة، يجب علينا أن نحترس من اكتساب نفوذ لا مبرر له، سواء أكان مطلوباً أم غير مطلوب، من قبل المجمع الصناعي العسكري، لأنه يؤدي إلي تواجد وارتفاع احتمال ارتفاع كارثية النفوذ الموجود في غير محله.»-- دوايت ايزنهاور، وداعا العنوان 17 يناير، 1961.
أنتجت برامج الحكومة الممولة للحرب تاريخيا بعض من أكثر المنتجات المبتكرة التي نعرفها اليوم. وشهادات الدكتوراه في الجامعات والتي حصل عليها لاكتشافها أشياء مثل الترانزستور مولت بواسطة برامج الحرب. الإنترنت (الذي يسمى أصلا أربانيت) هو برنامج من تمويل وكالة مشاريع البحوث المتقدمة، حيث يعد وسيلة للاتصال عبر مسافات طويلة في حالة الدمار النووي. خلقت البرامج الممولة للحرب الهاتف الخلوي (المحمول) كوسيلة تمكن الجنود من التواصل بسهولة من داخل دباباتهم لمسافات طويلة.
كما يمكن القول أنه بسبب انخفاض عدد سكان البلاد، قد تحصل على زيادة في المعروض من المواد الغذائية، وزيادة المعروض من المواد الخام، وانخفاض منافسة الشركات المتعددة الجنسيات، وسيطرتهم على الموارد الطبيعية (بما في ذلك سوق العمالة الرخيصة، حقول النفط، والمزيد من الأراضي الزراعية). وضعف هذه البلدان يخلق فرصة لدخول الشركات المتعددة الجنسيات، وتطوير أسواقها عندما تصبح البلاد غير قادرة (ماليا أو بسبب نقص الموارد البشرية) على تطوير البلاد بشكل ذاتي. وهذا، بالطبع، منطق استعماري.
بعض المعتقدات، ترى أن الحرب ربما تؤدي إلي إنشاء زيادة في النشاط الاقتصادي في البلاد في شكل وظائف جديدة. عندما يكون معدل البطالة مرتفع، فإن الناس يقومون بعمليات شراء أقل مما كانت عليه قبل عام أو عامين، ويصبح الإنتاج الكلي ثابت. ولكن عندما يقرر بلد التحضير للحرب، فإن الحكومة تحتاج لتزويد جنودها بمعدات إضافية والذخائر اللازمة لكسب الحرب. تفوز شركات بعقود لتوريد الأحذية، والقنابل والسيارات للجيش. كثير من هذه الشركات سوف تضطر إلى استئجار عمالة إضافية لأجل تلبية هذه الزيادة في الإنتاج. إذا كانت الاستعدادات للحرب كبيرة بما يكفي، فإن أعدادا كبيرة من العمال سيتم تأجيرها مما يخفض معدل البطالة. فئات أخرى من العمال قد يُحتاج إلى الاستعانة بهم لتغطية الاحتياط في وظائف القطاع الخاص الذين يرسلون إلي الخارج. مع انخفاض معدل البطالة يصبح لدينا المزيد من الإنفاق من الناس مرة أخرى، والأشخاص الذين لديهم وظائف من قبل سوف يكونون أقل قلقا من فقدان وظائفهم في المستقبل لذلك سينفقون أكثر مما فعلوا سابقا. هذا الإنفاق الإضافي سيساعد في قطاع تجارة التجزئة، الذين سيحتاجون إلى تعيين موظفين إضافيين مما يسبب انخفاض نسبة البطالة إلى أكثر من ذلك. من نظرية نافذة المغالطة المكسورة وهي النظرية الاقتصادية التي تجادل بأن هذه الزيادة في النشاط الاقتصادي يمكن أن تحدث ما حدث حتى دون تدخل من الحكومة، لأنه لا يمكن إثبات كيف أن الأموال التي تنفق على برامج الحرب كان يمكن استثمارها على خلاف ذلك.
الحرب هي أيضا مربحة للغاية بالنسبة للبنوك المركزية، بمعنى أنه يتعين على الحكومات أن تقترض مبالغ كبيرة من المال من المصرف المركزي، ليتم رده مع الفائدة التي تحصلها الحكومة من خلال ضريبة الدخل. تزعم العديد من نظريات المؤامرة بأن العديد من النظم المصرفية المركزية مثل مجلس الاحتياطي الاتحادي مملوكة سرا من قبل المصرفيين الدوليين الذين يفهمون الفوائد الاقتصادية للحرب، وبالتالي التلاعب بالرأي العام إلى الاعتقاد في عدو وهمي، سواء كان ذلك هو الإرهاب، أو تغير المناخ من أجل الشروع في عمليات الحرب  [بحاجة لمصدر]

### علم النفس التطوري
فرع متميز من النظريات النفسية للحرب هي الحجج القائمة على أساس علم النفس التطوري. تميل هذه المدرسة إلى النظر إلى الحرب باعتبارها امتدادا لسلوك الحيوانات، مثل الإقليمية والمنافسة. الحيوانات هي بطبيعة الحال عدوانية، وفي البشر تتجلى هذه العدوانية في الحرب. ومع ذلك، في حين أن الحرب لها سبب متعلق بالطبيعة، فإن تطوير التكنولوجيا قد سارعت من التدميرية إلى المستوى الذي أصبح غير عقلاني ومضر بالجنس البشري. والدعوة المبكرة لهذه النظرية كانت من قبل كونراد لورنز.
هذه النظريات قد تعرضت لانتقادات بواسطة العلماء مثل جون جي. كينيدي، الذين يزعمون أن الحروب المنظمة والمستمرة بين البشر تختلف في أشياء أكثر من مجرد التكنولوجيا عن الصراعات الإقليمية بين الحيوانات. ينفي آشلي مونتاجو  بشدة مثل هذه الحجج العالمية الغرائبية، مشيرا إلى أن العوامل الاجتماعية والتنشئة الاجتماعية في مرحلة الطفولة مهمة في تحديد طبيعة ووجود الحروب. في حين أن العدوان البشري قد يكون حدثا عالميا، فإن الحرب قد تحدث أو لا تحدث بسبب ارتباطها التاريخي بأنواع معينة من المجتمعات البشرية.

### النظريات السلوكية
زعم بعض علماء النفس مثل إي. إف. إم. ديربان وجون باولبي بأن الكائنات البشرية هي بطبيعتها عنيفة. هذه العدوانية يغذيها العزل والإسقاط حيث تنتقل شكوى الشخص إلى التحيز والكراهية ضد الأعراق الأخرى، والديانات والقوميات أو الأيديولوجيات. ومن خلال هذه النظرية فإن الدولة القومية تستطيع الحفاظ على النظام في المجتمع المحلي وخلق متنفسا للعدوان من خلال الحرب. وإذا كانت الحرب فطرية في الطبيعة البشرية، كما يفترض سلفا بواسطة العديد من النظريات النفسية، فإن هناك أمل ضئيل جدا في تجنبها.
ويعتقد عالم النفس الإيطالي فرانكو فورناري، من أتباع ميلاني كلاين، أن الحرب هي مرض «الإعداد» لحالة الحداد. فورناري يعتقد أن الحرب والعنف تأتي من وضع «الحاجة إلى الحب»: حيث رغبتنا في الحفاظ والدفاع عن الكائن المقدس المرتبط بنا، والتي تسمى بالأم في السن المبكر حيث ننصهر معها. أما بالنسبة للبالغين، فإن الدول هي الأشياء المقدسة التي تولد الحروب. ركز فورناري على أن التضحية هي جوهر الحرب: حيث استعداد مذهل من البشر للموت في سبيل وطنهم، لإعطاء أكثر من أجسادهم لأمتهم.
في حين أن هذه النظريات قد يكون لها بعض القيمة التفسيرية العامة حول سبب وجود الحروب، فإنها لا تفسر كيفية أو وقت وقوعها. كما أنها لا تفسر وجود ثقافات بشرية معينة خالية تماما من الحرب. إذا كانت السيكولوجيا الفطرية للعقل البشري لا تتغير، فإن هذه الاختلافات تصبح غير متناسقة. وثمة حل يتكيف مع هذه المشكلة عن طريق العسكريين مثل فرانز الكسندر وهو أن السلام لا يوجد حقا. الفترات التي ينظر إليها على أنها سلمية هي في الواقع فترات التحضير للحرب في وقت لاحق، أو عندما تكون الحرب موقفة من جانب قوة عظمى، مثل باكس بريتانيكا.
مشكلة إضافية مع النظريات التي ترتكز على إرادة الناس عموما، هو أن في التاريخ لا يوجد سوى نسبة ضئيلة من الحروب قد نشأت بناءً على رغبة في الحرب من عامة الناس. في كثير من الأحيان، الأكثرية من عامة السكان قد تنجر إلى الحرب على مضض بواسطة حكامها. إحدى النظريات النفسية التي تبدو في القيادة تأتي من موريس والش. حيث يقول إن عامة الناس هي أكثر حيادية تجاه الحرب والحروب لا تحدث إلا عندما يأتي قادة ذات نفسية غير طبيعية مستخفين بالحياة البشرية إلي السلطة. وتأتي الحرب بسبب القادة التي تسعى إليها مثل نابليون وهتلر وستالين. فمثل هؤلاء الزعماء في معظم الأحيان يأتون إلى السلطة في أوقات الأزمات عندما يختار الشعب الزعيم الحاسم، وهو الذي يقود البلاد إلى الحرب بعد ذلك.

### النظريات السوسيولوجية
يعنى علم الاجتماع منذ فترة طويلة جدا بأصول الحرب، وهناك عدة آلاف من النظريات المقدمة، والكثير منها متناقض. وهكذا ينقسم علم الاجتماع إلى عدد من المدارس. إحداها، بريمات دير إينونبوليتيك  (أولوية السياسة الداخلية) وهذه المدرسة قائمة على أعمال كيهر إيكارت وهانس أولريخ ويهلر، حيث ترى هذه المدرسة الحرب، باعتبارها نتاجا للظروف المحلية، أما هدف العدوان فهو فقط الذي يحدده الواقع الدولي. ومن ثم فإن الحرب العالمية الأولى لم تكن نتاج لنزاع دولي، والمعاهدات السرية، أو على تعادلات القوى لكنها نتاج للحالة الاقتصادية والاجتماعية والسياسية داخل كل دولة من الدول المعنية.
هذا يختلف عن المدرسة التقليدية بريمات دير أوبونبوليتيك  (أسبقية السياسة الخارجية) وهي نهج كارل فون كلاوزفيتز وليوبولد فون رانكه حيث تقول أن الحرب هي نتاج لقرارات رجال الدولة والوضع الجغرافي السياسي الذي يؤدي إلى السلام.

### النظريات الديموغرافية

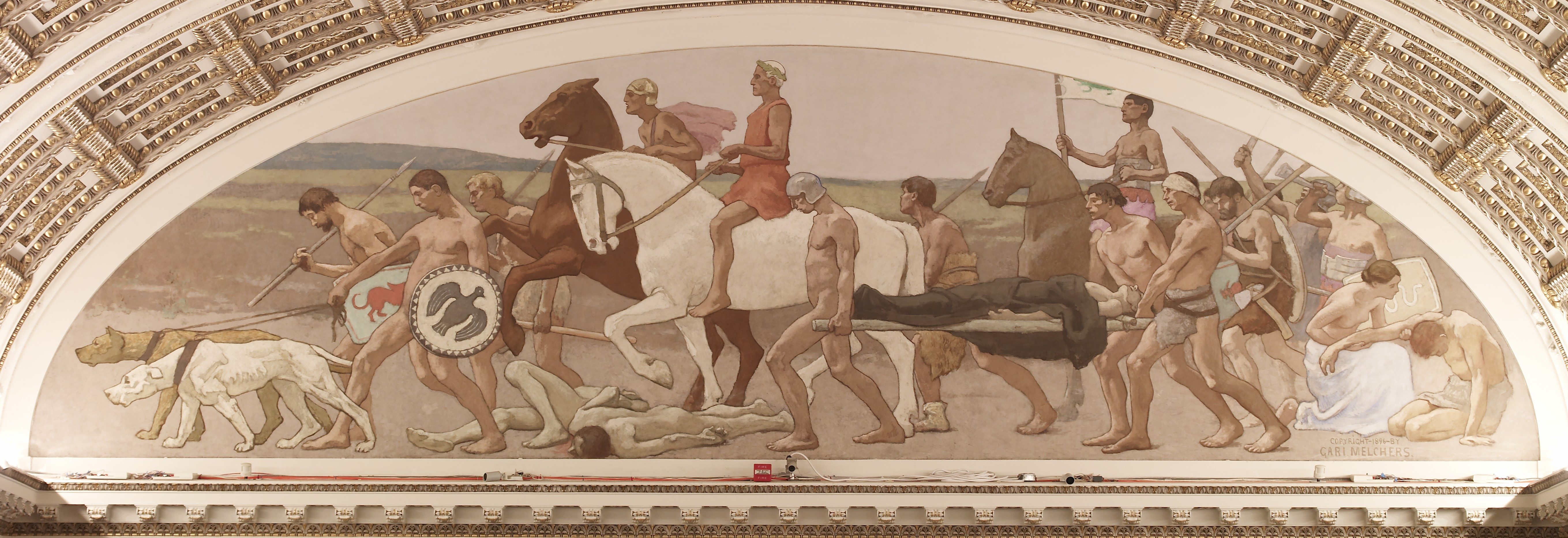
غارى ميلتشيرز، جدارية الحرب، عام 1896.

النظريات الديموغرافية يمكن تقسيمها إلى فئتين، نظريات مالتوس ونظريات بروز الشباب.

#### نظريات مالتوس
نظريات مالتوس انظر التوسع السكاني وندرة الموارد بوصفه مصدرا للصراع عنيف.
كتب البابا أوربان الثاني عام 1095، عشية الحرب الصليبية الأولى: «بالنسبة لهذه الأرض التي نعيش عليها الآن والمغلقة من جميع الأطراف عن طريق البحر وقمم الجبال فهي ضيقة جدا بالنسبة لهذا العدد الكبير من السكان، بل ونادرا ما توفر الغذاء الكافي للمزارعين. ومن هنا فالناس تقتل وتلتهم بعضها البعض، ومن هنا تشن الحروب، ومن هنا يموت الكثيرون منكم في الحروب الأهلية. اسمحوا للكراهية بالخروج من بينكم ؛ ودعوا نزاعاتكم تنتهي. ادخلوا إلي الطريق المؤدي إلى كنيسة القيامة؛ انزعوا تلك الأراضي من العرق الملعون، وأخضعوها لأنفسكم».
هذه هي واحدة من التعبيرات المبكرة مما أصبح ما يسمى بنظرية مالتوس عن الحرب، في تلك الحروب التي سببها النمو السكاني الكبير والموارد المحدودة. كتب توماس مالتوس (1766-1834) أن زيادة السكان مستمرة دائما ولا يوقفها إلا الحرب، والمرض، أو المجاعة.
يستخدم أتباع مالتوس هذه النظرية للتدليل على الانخفاض النسبي في الحروب خلال السنوات الخمسين الماضية، وخاصة في العالم المتقدم، حيث التقدم في الزراعة جعل من الممكن دعم السكان بشكل أكبر بكثير مما كان سابقا، وحيث بطئ تحديد النسل كثيرًا من زيادة عدد السكان.

#### نظرية تضخم عدد الشباب

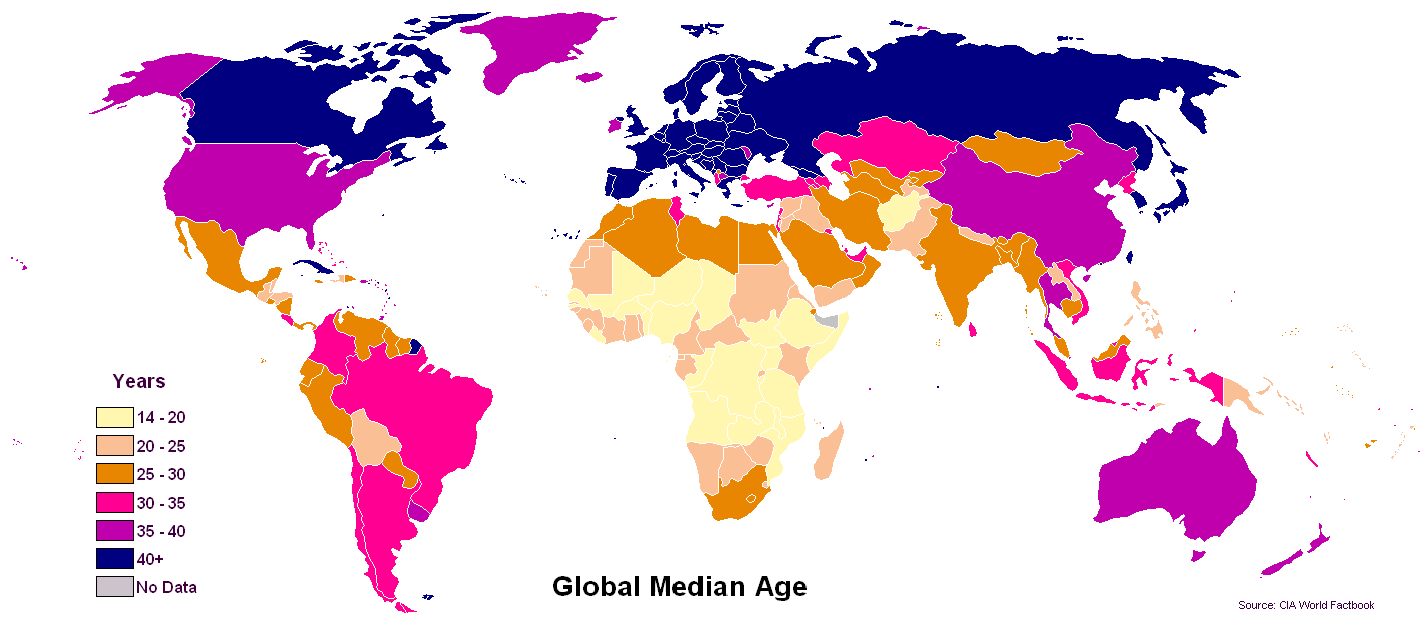
العمر الوسيط حسب البلدان. حيث زيادة عدد الشباب واضحة بالنسبة لأفريقيا، وإلى حد أقل في جنوب وجنوب شرق آسيا وأمريكا الوسطى.

تختلف نظرية تضخم عدد الشباب اختلافا كبيرا عن نظريات مالتوس. حيث يرى معتنقي النظرية بأن مجموعة أفواج كبيرة من الشباب الذكور—كما مثلت بيانيا بوصفها «تضخم عدد الشباب» في الهرم السكاني—مع عدم وجود فرص العمل العادية السلمية يعد بركة كبيرة لتجميع خطر العنف.
في حين ركزت نظريات مالتوس على التفاوت بين النمو السكاني والموارد الطبيعية المتاحة، فإن نظرية تضخم عدد الشباب تركز على وجود تفاوت بين النسل «الزائد» من الشباب الذكور والمواقف الاجتماعية المتاحة في إطار النظام الاجتماعي القائم على تقسيم العمل.
وتشمل قائمة المساهمين في تطوير نظرية تضخم عدد الشباب عالم الاجتماع الفرنسي غاستون بوثول،  وعالم الاجتماع الأمريكي جولدستون،  وعالم السياسة الأمريكي غاري فولر، ، وعالم الاجتماع الألماني غونار هينسون.  وقد عدل صامويل هنتنجتون من نظريته صراع الحضارات باستخدام نظرية التضخم في أعداد الشباب وكانت قاعدته:

لا أعتقد أن الإسلام أكثر عنفا من الديانات الأخرى، وأنا أشك إذا أضفت كل شيء، حيث ذبح المزيد من الناس على أيدي المسيحيين على مر القرون من قبل المسلمين.  لكن العامل الرئيسي هو العامل الديموغرافي.  عموما، فإن الناس الذين يخرجون لقتل الآخرين هم من الذكور الذين تتراوح أعمارهم من 16 و30.

خلال الستينيات، السبعينيات والثمانينيات كان هناك ارتفاع معدلات المواليد في العالم الإسلامي، وهذا قد أدى إلى ازدياد أعداد ضخمة من الشباب.  لكن هذا التضخم سوف يتلاشى.  حيث تتراجع معدلات الولادة بين المسلمين، وفي الواقع، فقد انخفضت كثيرًا في بعض البلدان.   ولكني لا اعتقد ان هناك أي شيء عنيف بطبعه في الدين الإسلامي.
تمثل نظريات تضخم الشباب تطورا حديثا نسبيا ولكن يبدو أنها أصبحت أكثر تأثيرا في توجيه السياسة الخارجية الأميركية واستراتيجيتها العسكرية حيث تم استخدام غولدستون وفولر كمستشارين للحكومة الأمريكية. وقد أشار المفتش العام في وكالة الاستخبارات المركزية جون إل. إلي نظرية تضخم الشباب في تقريره لعام 2002 «الآثار المترتبة على الأمن القومي من التغير الديموغرافي العالمي».
وفقا لهينسون، وهو الذي اقترح نظرية تضخم الشباب في أكثر أشكالها تعميما، يحدث تضخم الشباب عندما يصبح بين 30 و40 في المئة من الذكور في أمة تنتمي إلى «سن القتال» الأفواج من 15 إلى 29 سنة. وهذا يتبع فترات من معدل الخصوبة الكلي المرتفع بمعدل 4-8 أطفال لكل امرأة مع تأخير 15-29 سنة.
ومعدل الخصوبة الكلي بـ 2.1 أطفال الذين يولدون من امرأة خلال حياتها يمثل حالة حيث الابن سوف يحل محل الأب، والابنة سوف تحل محل الأم. هكذا، فإن معدل الخصوبة الكلي بـ 2.1 يمثل مستوى الاستبدال، في حين أن أي شيء أقل من هذا يمثل شبه استبدال معدل الخصوبة مما يؤدي إلى انخفاض عدد السكان.
معدلات الخصوبة الكلية الأعلى من 2.1 سوف تؤدي إلى النمو السكاني، وإلى تضخم عدد الشباب. ومعدل الخصوبة الكلي بـ 4-8 أطفال لكل أم يعني 2-4 أبناء ذكور لكا أم. وبالتالي، سيترك أب واحد ليس 1، ولكن من 2 إلى 4 من المواقف الاجتماعية (الوظائف) لإعطاء جميع ابنائه منظور للحياة، والذي عادة ما يصعب تحقيقه. حيث أن الوظائف المحترمة لا يمكن أن تزيد بنفس سرعة زيادة الطعام، والكتب المدرسية، واللقاحات، وبالتالي فإن العديد من «الشباب الغاضب ،» تجد نفسها في الوضع الذي يجعل غضبهم المراهق يتصاعد إلى العنف: هم
1. زائدين ديموغرافيا،
2. قد يكون عاطل عن العمل أو عالق في وظيفة وضيعة
3. غالبا لا يستطيعون الحصول على حياة جنسية شرعية قبل حصولهم على مهنة تمكنهم من كسب ما يكفي لإقامة أسرة. انظر: تزاوج فوقي، Waithood.

وباجتماع هذه العوامل الضاغطة وفقا لهينسون عادة ما تؤدي لواحدة من ست مخارج مختلفة:
1. الجريمة العنيفة
2. الهجرة («الاستعمار غير العنيف».)
3. تمرد أو عصيان
4. الحرب الأهلية و/ أو الثورة
5. الإبادة الجماعية (للاستيلاء على مواقع للذبح)
6. الفتح (الاستعمار العنيف، وكثيرا ما بينها الإبادة الجماعية في الخارج).

وتعتبر الديانات والمذاهب العوامل الثانوية التي يتم استخدامها للعنف الشرعي، لكنها لن تؤدي إلى العنف في حد ذاتها إذا لم يكن هناك تضخم في عدد الشباب. وبالتالي فإن المنظرين لتضخم الشباب ينظرون سواء في الماضي إلي الحركات المنتسبة إلي «المسيحية» مثل الاستعمار والإمبريالية الأوروبية، واليوم إلي تلك المنتسبة إلي «الإسلام» مثل الاضطرابات المدنية والإرهاب، كنتائج لارتفاع معدلات المواليد المنتجة لتضخمات الشباب. قطاع غزة الآن ينظر إليه على أنه مثال آخر تضخم شبابي يحركه العنف، ولا سيما إذا ما قورنت مع لبنان التي هي قريبة جغرافيا، ولكن بصورة ملحوظة أكثر سلاما.
من بين الأحداث التاريخية البارزة التي تم ربطها إلى وجود تضخمات الشباب هو الدور الذي تضطلع به تاريخيا أفواج كبيرة من الشباب في موجات التمرد والثورة في أوروبا الحديثة في وقت مبكر، بما في ذلك الثورة الفرنسية عام 1789، ، وعلى أهمية الكساد الاقتصادي الذي أثر في أكبر أفواج الشباب الألماني من أي وقت مضى في تفسير صعود النازية في ألمانيا في الثلاثينات. والإبادة الجماعية في رواندا عام 1994 تم تحليلها أيضا كتابعة لتضخم كبير في عدد الشباب.
في حين أن الآثار المترتبة على النمو السكاني كانت معروفة منذ الانتهاء من المذكرة 200 من دراسات الأمن القومي في عام 1974،  فإن لا الولايات المتحدة ولا منظمة الصحة العالمية قد نفذت التدابير الموصى بها للتحكم في النمو السكاني لدرء خطر الإرهاب. أبرز الديموغرافيين ستيفن دي. مومفورد أرجع هذا لنفوذ الكنيسة الكاثوليكية. 
نظرية تضخم الشباب قد تعرضت للتحليل الإحصائي من قبل البنك الدولي،  ومنظمة العمل الدولي للسكان ، ومعهد برلين للسكان والتنمية.  البيانات الديموغرافية المفصلة بالنسبة لمعظم البلدان متاحة في قاعدة البيانات الدولية لمكتب التعداد بالولايات المتحدة. 
وقد تعرضت نظريات تضخم الشباب لانتقادات بوصفها تؤدي إلى العنصرية، والتمييز في نوع الجنس والعمر.

### النظريات العقلانية
تفترض النظريات العقلانية للحرب أن كلا الطرفين في حرب محتملة عقلانيبن، وهو أن نقول إن كل طرف يرغب في الحصول على أفضل النتائج الممكنة لنفسه وأقل قدر ممكن من الخسائر في الأرواح والممتلكات الخاصة به. وبالنظر لهذا الافتراض، إذا كان كلا البلدين يعرف مسبقا كيف أن الحرب ستنتهي، سيكون من الأفضل لكلا منهم مجرد قبول نتائج ما بعد الحرب دون الحاجة إلى دفع تكاليف فعلية للقتال في الحرب. هذا قائم على فكرة، متفق عليها عموما تقريبا كل علماء الحروب منذ كارل فون كلاوزفيتز، وهي أن الحروب تبادلية، وأن جميع الحروب على حد سواء تتطلب قرارا للهجوم، وكذلك قرار لمقاومة الهجوم.
تقدم النظرية العقلانية ثلاثة أسباب التي جعلت بعض البلدان لا يمكنها العثور على المساومة، وبدلا منها لجئت إلى الحرب: تجزئة المشكلة، وعدم تناسق المعلومات مع وجود حافز للخداع، وعدم القدرة على تقديم التزامات ذات مصداقية.
تحدث تجزئة المشكلة عند الطرفين عندما لا يمكن تجنب الحرب من خلال المساومة لأن الشيء الذي يتقاتلون من أجله لا يمكن أن يكون مشترك بينهما، لا يمكن إلا أن يكون مملوكا بالكامل من لأحدهما. القضايا الدينية، مثل السيطرة على جبل الهيكل في القدس، من الأرجح أن تكون قابلة للتجزئة عن القضايا الاقتصادية.
الفرع الأكبر من النظرية، التي قدمها علماء العلاقات الدولية مثل جيفري بلايني، هو ان كلا الجانبين قد اتخذا قرار الذهاب إلى الحرب، ولكن هناك جانب واحد قد يكون أخطأ في التقدير.
يذهب البعض لأبعد من ذلك ويقول إن هناك مشكلة عدم تناسق المعلومات مع وجود مبررات للخداع. وقد لا يتفق البلدين على من سيفوز في الحرب بينهما، أو ما إذا كان سيكون انتصارا ساحقا أو مجرد خروج، لأن كل طرف لديه أسرار عسكرية حول قدراته الذاتية. وهم لن يستطيعوا تفادي عدم المساومة عن طريق تقاسم أسرارهم، لأنهما لا يمكن أن يثقا في بعضهما البعض لاستخدامهما الكذب والمبالغة في القوة لانتزاع المزيد من التنازلات. على سبيل المثال، بذلت السويد جهودا لخداع ألمانيا النازية من أنها ستقاوم بشدة هذا الهجوم، وذلك جزئيا من خلال اللعب على أسطورة التفوق الآري، والتأكد من أن هيرمان غورينغ لم ير سوى جنود قوات النخبة في العمل، وغالبا ما ارتدى بعضهم ملابس الجنود العادية، عندما جاء لزيارته
القرار الأمريكي للدخول في حرب فيتنام كان مبني على المعرفة الكاملة بأن القوات الشيوعية ستقاومهم، ولكن لم يكن يعتقد ان المسلحين لديهم القدرة على المعارضة الطويلة للقوات الأمريكية.
وثالثا، قد تفشل المفاوضات بسبب عجز الدول عن تقديم التزامات ذات مصداقية. في هذا السيناريو، يمكن للبلدين أن يكونا قادرين على التوصل إلى الصفقة التي من شأنها تجنب الحرب إذا كان يمكن التمسك بها، ولكن الفوائد من الصفقة ستجعل جانب واحد أكثر قوة، ويؤدي ذلك إلى طلب المزيد في المستقبل، لذلك يصبح للجانب الأضعف الحافز لاتخاذ موقف الآن.
ويمكن نقد التعليلات العقلانية للحرب لعدد من الأسباب. افتراضات التكلفة مقابل المكاسب أصبح مشكوك في صحتها في حالات الإبادة الجماعية القصوى في الحرب العالمية الثانية، حيث أن الصفقة التي عرضت في بعض الحالات كانت في منتهى السوء. النظريات العقلانية عادة ما تفترض أن تقوم الدولة بدور الفرد الواحد، والذي يفعل ما هو أفضل بالنسبة للدولة ككل، وهذا يمثل إشكالية عندما، على سبيل المثال، يدين زعيم البلاد بالفضل لعدد قليل جدا من الناس، كما هو الحال في الديكتاتورية الشخص0ؤانية. تفترض النظرية العقلانية أيضا أن الفاعلين رشداء وقادرين على تقييم دقيق لاحتمالات النجاح أو الفشل، ولكن أنصار النظريات النفسية يختلفوا مع هذا.
النظريات العقلانية عادة ما تفسر بنظرية اللعبة، على سبيل المثال، لعبة الحرب والسلام، وليست لعبة الحرب على هذا النحو، وليست محاكاة لاتخاذ القرارات الاقتصادية الكامنة الحرب.

### نظريات العلوم السياسية
يقود لويس فراي ريتشاردسون التحليل الإحصائي للحرب بعد الحرب العالمية الأولى. ومعظم قواعد البيانات الأخيرة من الحروب والصراعات المسلحة قد تم تجميعها عن طريق الاقتران بين مشروع الحرب وبيتر بريك وبرنامج بيانات أوبسالا للنزاعات.
هناك العديد من مدارس نظرية العلاقات الدولية المختلفة. أنصار الواقعية في العلاقات الدولية، يجادلون بأن الدافع للدول هو السعي من أجل الأمن.
يقال في بعض الأحيان وهو ما يتناقض مع وجهة النظر الواقعية، أن هناك الكثير من الأدلة التجريبية لدعم الادعاء بأن الدول التي هي الديمقراطيات لا تتحارب مع بعضها البعض، وهي فكرة تعرف باسم نظرية السلام الديمقراطي. ومن العوامل الأخرى هي الاختلاف في المعتقدات الأخلاقية والدينية والاقتصادية والخلافات التجارية، وإعلان الاستقلال، وغيرها.
هناك نظرية أخرى رئيسية تتعلق بالقوة في العلاقات الدولية والسياسة الميكافيللية هي نظرية انتقال السلطة، التي توزع في العالم في شكل هرمي وتفسر الحروب الكبرى كجزء من دورة القوى المهيمنة التي زعزعت من قبل القوى العظمى التي لا تقبل بالهيمنة.

## الخطة العسكرية

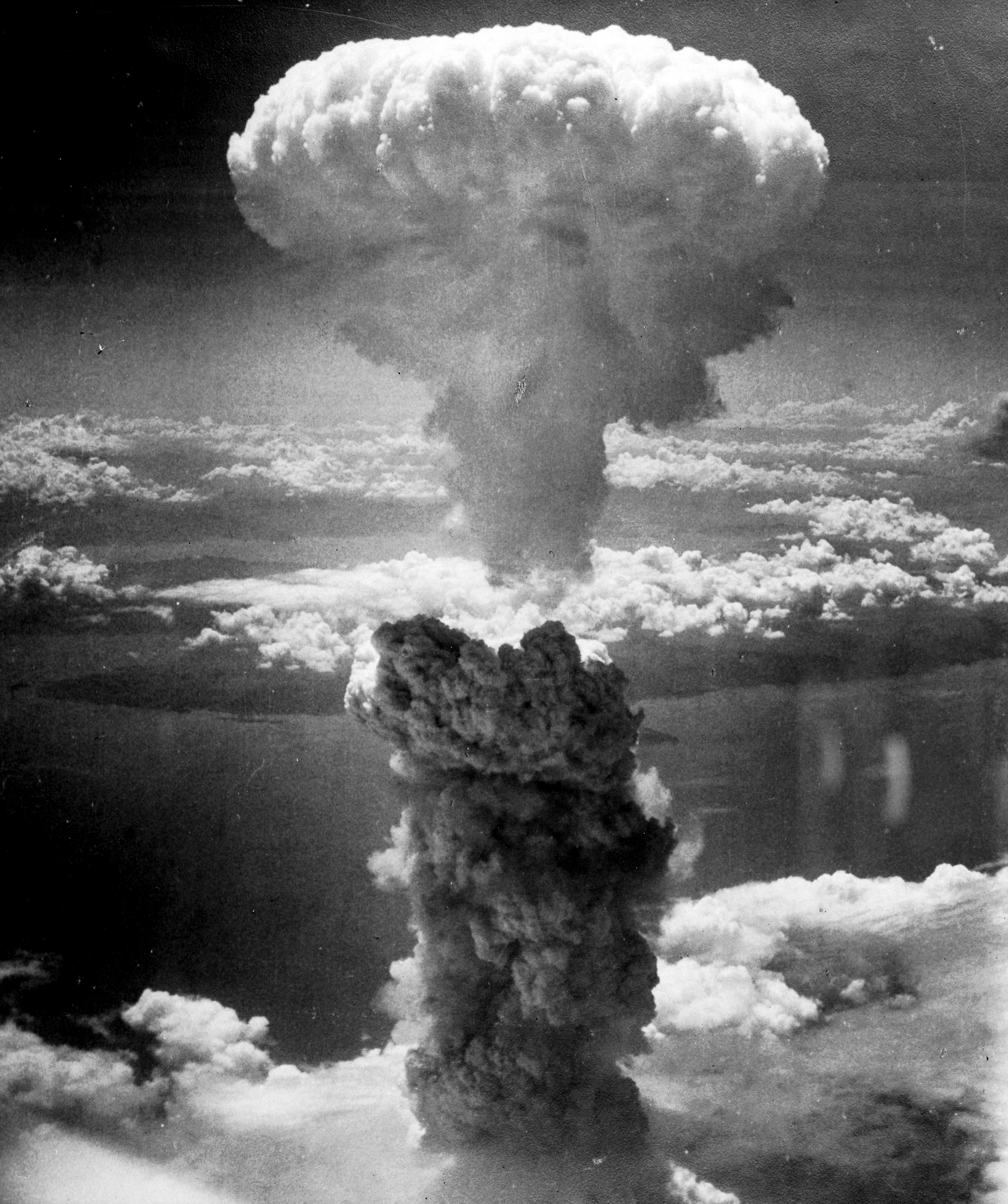
الانفجار الذي خلفته قنبلة ناجازاكي التي ألقتها الولايات المتحدة الأمريكية على اليابان

والخطط العسكرية في الحرب تقوم على نوعين من أساليب التخطيط:
- الخطة التكتيكية:
- الخطة الإستراتيجية:

وتسمى المنطقة التي تقع فيها العمليات العسكرية بالجبهة.
نتج عن الحرب مجموعة كبيرة من الكوارث الإنسانية، أهمها العجز والتعطيل الكلي أو الجزئي لمنفعة عضو في جسد الجندي، فرد القوات العسكرية المقاتلة.
ويترتب على الحرب هزيمة أحد المتقاتلين وإعلان الانسحاب أو الخضوع لمطالب الطرف الغالب في الحرب.
أو يترتب على الحرب بعض اتفاقات الهدنة أو الوقف المؤقت للحرب وعملياتها العسكرية أو إيقاف كامل لها.

## آثار الحروب
تنتشر تأثيرات الحرب على نطاق واسع ويمكن أن تكون طويلة الأمد أو قصيرة الأمد. يختبر الجنود الحرب بشكل مختلف عن المدنيين على الرغم من معاناتهم في أوقات الحرب، فضلًا عن المعاناة والفظائع التي يعيشها النساء والأطفال. في العقد الماضي، كان ما يقارب مليوني شخص الذين يقتلون في النزاعات المسلحة من الأطفال. وتُعد الصدمة واسعة النطاق التي تسببها هذه الفظائع ومعاناة السكان المدنيين إرثًا آخر لهذه الصراعات، وما يلي ذلك يخلق ضغوطًا نفسية وعاطفية واسعة النطاق.
تُلحق الحروب الداخلية الحالية عمومًا خسائر بالمدنيين أكثر من حروب الدولة. ويرجع ذلك إلى الاتجاه المتزايد في جعل المقاتلين استهداف المدنيين هدفًا استراتيجيًا. إن نزاع الدولة هو صراع مسلح يحدث باستخدام القوة المسلحة بين طرفين، أحدهما هو حكومة دولة. تشمل المشاكل الثلاث التي يطرحها الصراع داخل الدول استعداد أعضاء الأمم المتحدة -لا سيما أقوى عضو- للتدخل؛ والقدرة الهيكلية للأمم المتحدة على الاستجابة، وما إذا كان ينبغي تطبيق المبادئ التقليدية لحفظ السلم على الصراع داخل الدول. تشمل آثار الحرب أيضًا التدمير الشامل للمدن ولها آثار طويلة الأمد على اقتصاد البلد. وللنزاع المسلح عواقب سلبية غير مباشرة مهمة على البنية التحتية وتوفير الصحة العامة والنظام الاجتماعي. وغالبًا ما يجري تجاهل هذه العواقب غير المباشرة وعدم تقديرها.

## سلوك الحروب
الحرب، ولكي يطلق عليها هذا الاسم، يجب أن تنطوي على درجة معينة من المواجهة باستخدام الأسلحة وغيرها من التكنولوجيا والمعدات العسكرية من قبل قوات مسلحة مستخدمة تكتيكات عسكرية ومهارات تنفيذية ضمن استراتيجية عسكرية واسعة تخضع لتقديم الخدمات اللوجستية العسكرية. دراسات الحرب من قبل المنظرين العسكريين في التاريخ العسكري قد سعت إلى تحديد فلسفة الحرب، وتحويلها إلى علوم عسكرية.
بصفة عامة، تأخذ العلوم العسكرية الحديثة في اعتبارها عوامل عدة قبل أن تسمح سياسة الدفاع الوطنى للحرب أن تبدأ: البيئة في مناطق العمليات القتالية، ووضع القوى الوطنية والتي سيبنى على أساسه بدء الحرب، وأنواع القوات التي ستشارك في الحرب.

### السلوك والتصرفات في الحرب
يختلف سلوك الجنود في الحروب اختلافا كبيرا، سواء على المستوى الفردي، أو باعتبارها وحدات أو جيوش. في بعض الحالات، قد تشارك القوات في الإبادة الجماعية، وعمليات الاغتصاب والتطهير العرقي. عادة، ومع ذلك، فإن تصرفات القوات قد تكون محدودة على المواقف والهجمات الصورية، مما يؤدي إلى أفعال محددة للغاية وغالبا ما تكون رمزية إلى حد كبير بحيث تؤدي إلي تخفيض الإصابات كثيرا عن تلك التي يمكن توقعها إذا كانت تصرفات الجنود بصدق عنيفة تجاه العدو. حالات المثبط المتعمد للأعمال العدائية وقعت في الحرب العالمية الأولى، حسب بعض التقارير، فعلى سبيل المثال، جرى تبادل وابل من نيران الأسلحة بين الخطوط البريطانية والألمانية بعد أن ضرب مدفع هاون الخطوط البريطانية، وبعد ذلك صاح الجندي الألماني وقام بتقديم اعتذار للقوات البريطانية، حيث أدى ذلك بصورة فعالة إلى وقف تبادل إطلاق النار العدائي. وهناك أمثلة أخرى على عدم الاعتداء، وكذلك من الحرب العالمية الأولى، مفصلة في كتاب وداعا لكل هذا. وتشتمل على وقف إطلاق النار العفوي لإعادة بناء الدفاعات واسترداد الخسائر البشرية، جنبا إلى جنب مع مثل هذا السلوك يأتي سلوك رفض إطلاق النار على العدو أثناء الاغتسال وأخذ مخاطر كبيرة (كما وصفها 1 في 20) لاسترداد جرحى العدو من أرض المعركة. وأبرز مرات وقف إطلاق النار العفوي في الحرب العالمية الأولى كانت هدنة ع الميلاد.
وقد تبين أن الرياضة تعد بمثابة بديل مباشر للحرب، ويمكن اعتبارها تملك وظيفة اجتماعية مماثلة. سايبس وجدت أن هناك علاقة طردية بين الحرب والبدائل الرياضية.
والفصل النفسي بين المقاتلين، والقوة التدميرية للأسلحة الحديثة، وربما يتحرك لتجاوز هذا الواقع، وتيسير مشاركة المقاتلين في القتل الجماعي للمقاتلين أو المدنيين، كما هو الحال في قصف دريسدن في الحرب العالمية الثانية. [بحاجة لمصدر] الظروف غير العادية للحرب يمكن أن تحرض الأفراد العاديين على ما يبدو لارتكاب الفظائع.

### أنواع الحروب
الحرب التقليدية هي محاولة للحد من قدرات الخصم العسكرية خلال معركة مفتوحة. وهي حرب معلنة بين الدول لا تستخدم فيها الأسلحة النووية والبيولوجية والأسلحة الكيميائية ولا يرى سوى انتشار جنود محدود لدعم الأهداف العسكرية والمناورات التقليدية.
على العكس من الحرب التقليدية، تأتي الحرب غير التقليدية، وهي محاولة لتحقيق النصر العسكري من خلال القبول، الاستسلام، أو الدعم السري لجانب واحد من النزاع القائم.
الحرب النووية هي الحرب التي تعد فيها الأسلحة النووية هي الوسيلة الرئيسية لإرغام الجانب الآخر على الاستسلام، بدلا من الأدوار التكتيكية أو الاستراتيجية في الصراع التقليدي.
الحرب الأهلية هي حرب حيث القوى المتصارعة تنتمي إلى أمة واحدة أو كيان سياسي وتتنافس من أجل السيطرة أو الاستقلال عن تلك الأمة أو الكيان السياسي.
الحرب غير النظامية هي صراع بين مجموعتين من السكان تختلف كثيرًا في مستويات القدرة العسكرية أو حجمها. الحروب غير النظامية في كثير من الأحيان تنتج تكتيكات حرب العصابات التي تستخدم للتغلب على الفجوات في بعض الأحيان الواسعة في مجال التكنولوجيا، وحجم القوة.
تلوث الهواء العالمي هو واحد من مجموعة من التقنيات التي تسمى مجتمعة الحرب الكيميائية. استخدمت الغازات السامة كسلاح كيميائي بشكل رئيسي خلال الحرب العالمية الأولى، وأسفرت عن مقتل 91.198 وما يقدر ب 1.205.655 إصابات. [بحاجة لمصدر] وقد سعت مختلف المعاهدات إلى فرض حظر على استخدام المزيد منها. تستخدم بعض الأسلحة الكيماوية غير القاتلة، مثل الغاز المسيل للدموع ورذاذ الفلفل، على نطاق واسع، وأحيانا تؤدي إلي تأثير مميت.

### الموقف العسكري
ادعى المؤرخ فيكتور ديفيس هانسون أن هناك طريقة فريدة من نوعها تدعى «طريقة الحرب الغربية»، في محاولة منه لتفسير النجاحات العسكرية في أوروبا الغربية. ويرى أنها نشأت في اليونان القديمة في محاولة للحد من الأضرار الحرب على المجتمع، لذلك طورت الدول المتقدمة مفهوم المعركة الضارية الحاسمة بين قوات المشاة الثقيلة. وهذا من شأنه أن يسبقه الإعلانات الرسمية للحرب ويليه المفاوضات من اجل السلام. يقلل هذا النظام من مستوى المناوشات المستمرة وحرب العصابات تدريجيا لصالح طرف واحد، الذي يحسم النزاع، والذي في النهاية يؤدي إلي تكلفة أقل في الخسائر البشرية وأضرار أقل في الممتلكات للجانبين. على الرغم من تغيير هذا النظام في وقت لاحق من قبل الاسكندر الأكبر؟، فإن هذا النمط من الحرب في البداية سمح للدول المتجاورة ذات الموارد المحدودة أن تتعايش وتزدهر.
ويزعم أن نمط الجيوش الغربية يتميز التركيز على الانضباط وإعلاء العمل الجماعي على التبجح الفردي. وتشمل الأمثلة من الانتصارات الغربية على الجيوش غير الغربية معركة ماراثون، معركة جاوجاميلا، والحصار المفروض على لتينوختيتلان، معركة بلاسي والدفاع عن انجراف رورك.

### بيئة الحروب
البيئة في الحرب لها تأثير كبير على أنواع القتال التي تحدث، ويمكن أن تشمل ضمن مجالات مختلفة أنواع التضاريس. وهذا بدوره يعني أن الجنود سيتم تدريبهم على القتال في أنواع معينة من البيئات والتضاريس التي تعكس عموما قيود التنقل أو العوامل المساعدة للقوات.
ويشمل ذلك:
| الحروب التقليدية - الحرب الدفاعية - الحرب الهجومية - حرب الأدغال - حرب الحدود وهو نوع من الحروب الدفاعية محدودة - حرب المدن - حرب الصحراء - مناورة حربية - حرب الخنادق - حروب الجبال التي تسمى أحيانا حروب جبال الألب - حرب القطب الشمالي أو حرب الشتاء عمومًا - الحرب البحرية أو الحروب المائية التي تتضمن الحروب الساحلية والبرمائية والنهرية | الحروب غير التقليدية - حرب العصابات - الحرب النفسية - الحرب البيولوجية - الحرب الكيميائية - حرب الألغام وهي نوع من حروب الحرمان من التضاريس الساكنة - الحرب الجوية التي تضم حرب المحمولة جوا وحرب النقال الهوائي - شبه الحرب المائية - حرب الفضاء - الحرب الالكترونية، بما في ذلك الراديو والرادار وحروب الشبكة - الحروب السيبرانية - حروب الطاقة الموجهة - الحرب النووية - الحروب القبلية وحرب العصابات، والتي تحدث بشكل محلي أو دون مستوى الدولة |

## آثار الحرب

العجز المعدل العام للحرب الحياة لكل 100،000 نسمة في عام 2004.

### على الجنود
قالب:Quotation1
استنادا إلى أرقام التعداد السكاني 1860، 8 ٪ من مجموع الذكور البيض من عمر 13 إلى 43 قتلوا في الحرب الأهلية الأميركية، بما في ذلك 6 ٪ في الشمال و18 ٪ في الجنوب. من الستين مليون جندي أوروبي الذين تم حشدهم في الحرب العالمية الأولى، قتل 8 ملايين وأصيب 7 ملايين بعجز دائم، وتعرض 15 مليون شخص لإصابات خطيرة.

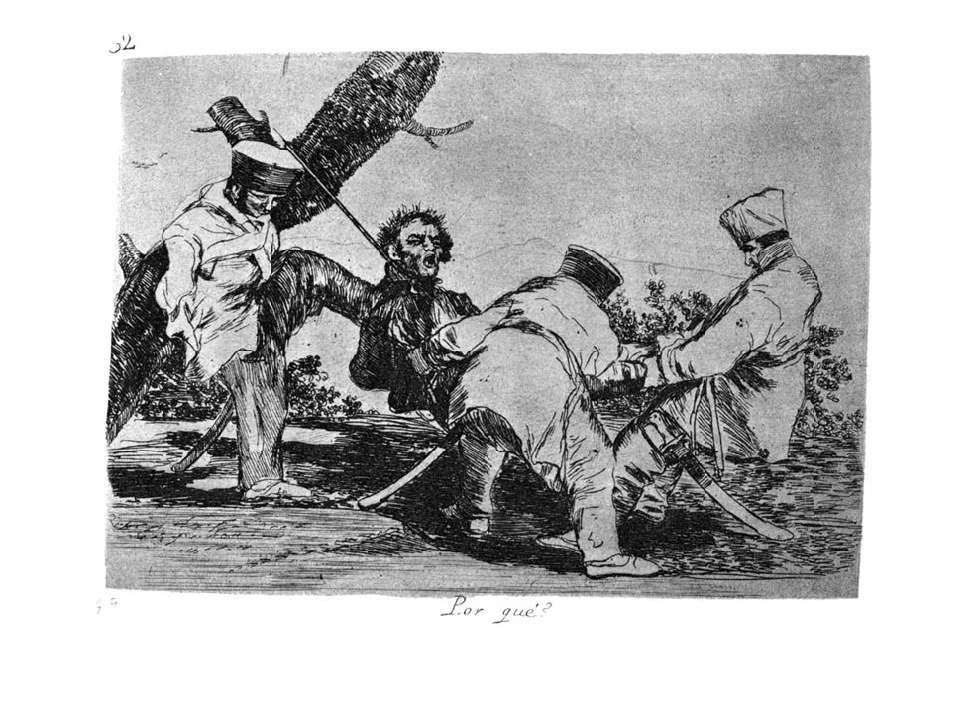
لماذا؟، من كوارث الحرب (لوس ديساستراس دي لا غيرا)، عن طريق فرانسيسكو غويا، 1812-15.

خلال تراجع نابليون عن موسكو، توفي جنود فرنسيين من التيفوس أكثر من أولئك الذين قتلوا على أيدي الروس. يعتقد فيليكس ماركهام ان 450,000 جندي عبروا نهر النيمان في 25 حزيران 1812، منهم فقط أقل من 40,000 عبروا مرة أخرى على أي شيء يعد تشكيل عسكري معترف بها. [95] قتل جنود من 1500-1914 بسبب التيفوس أكثر من جميع العمليات العسكرية من خلال ذلك الوقت مجتمعة. بالإضافة إلى ذلك، فإنه إذا لم يكن هناك هذا التقدم الطبي الحديث كان سيصبح هناك المزيد من الآلاف من القتلى بسبب المرض والعدوى.

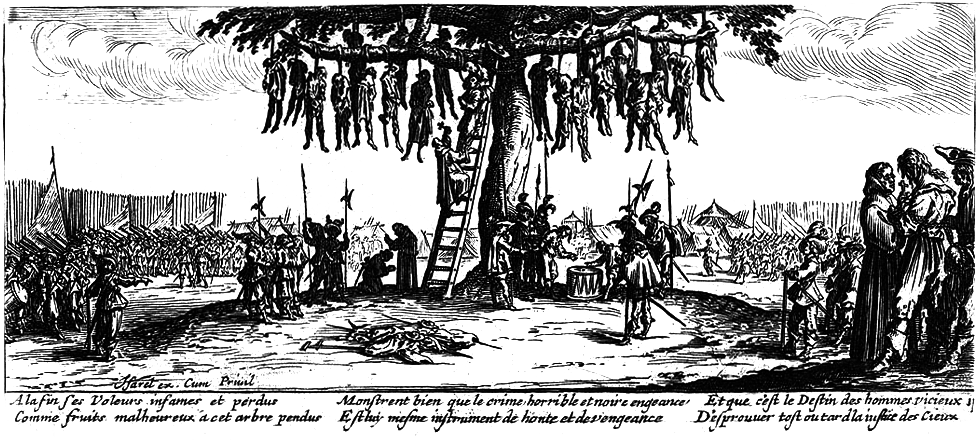
ليه غراندس ميسيريه دي لا، تصوير الدمار الذي شن على المدنيين خلال حرب الثلاثين عاما.

### على المدنيين
رافق العديد من الحروب نقص كبير في عدد السكان. خلال حرب الثلاثين عاما في أوروبا، على سبيل المثال، تم خفض عدد السكان في الولايات الألمانية بنحو 30 ٪. دمرت الجيوش السويدية وحدها ما قد يصل إلى 2,000 قلعة، 18,000 قرية و1،500 مدينة في ألمانيا، ما يعادل ثلث جميع المدن الألمانية.
تختلف التقديرات لعدد الضحايا في الحرب العالمية الثانية، ولكن معظمها يشير إلى أن نحو 60 مليون شخص قد ماتوا في الحرب، بما في ذلك حوالي 20 مليون جندي و40 مليون من المدنيين. فقد الاتحاد السوفياتي نحو 27 مليون نسمة خلال الحرب، وحوالي نصف جميع ضحايا الحرب العالمية الثانية. &lt;ref&gt;قادة يقفون حدادا على القتلى السوفياتي في زمن الحرب &lt;/ref&gt; كان أكبر عدد من القتلى من المدنيين في مدينة واحدة هو الذي بلغ 1.2 مليون مواطن قتلوا بالرصاص خلال 872 يوما من حصار لينينغراد.

### على الاقتصاد
عندما تضع الحرب أوزارها، فإن الدول المهزومة أحيانا يطلب منها دفع تعويضات الحرب للدول المنتصرة. وفي بعض الحالات، يتم التنازل عن الأرض للدول المنتصرة. على سبيل المثال، في إقليم الألزاس واللورين تم تداول أسهمها بين فرنسا وألمانيا في ثلاث مناسبات مختلفة.
وعادة ما يحدث أن تصبح الحرب متشابكة جدا مع الاقتصاد، فإن العديد من الحروب هي جزئيا أو كليا مستندة إلى أسباب اقتصادية، مثل الحرب الأهلية الأمريكية. تحفز الحرب في بعض الحالات اقتصاد البلاد (الحرب العالمية الثانية، غالبا لها الفضل في خروج أمريكا من الكساد العظيم) ولكن في كثير من الحالات، مثل حروب لويس الرابع عشر، في الحرب الفرنسية البروسية، والحرب العالمية الأولى، لا تؤدي الحرب إلا إلى تدمير الاقتصاد في البلدان المعنية. على سبيل المثال، أخذت مشاركة روسيا في الحرب العالمية الأولى تؤثر سلبا على الاقتصاد الروسي حتى أنه تقريبا انهار، وأسهم ذلك إسهاما كبيرا في بداية الثورة الروسية عام 1917.

#### الحرب العالمية الثانية
واحد من الأمثلة الصارخة على أثر الحرب على الاقتصاد هي الحرب العالمية الثانية. انتهى الكساد الكبير في الثلاثينات عندما زادت الأمم إنتاجها من المواد الحربية لخدمة المجهود الحربي.  التكلفة المالية المترتبة على الحرب العالمية الثانية، والتي تقدر بنحو تريليون دولار، دولار 1944، في جميع أنحاء العالم،  مما يجعلها أكثر الحروب تكلفة في رأس المال فضلا عن الحياة.
قدرت أضرار الممتلكات في الاتحاد السوفياتي من جراء غزو المحور بما قيمته 679 مليار روبل. تتألف الأضرار المجتمعة من التدمير الكامل أو الجزئي لل1،710 المدن والبلدات والقرى 70,000 / النجوع والمباني 2,508 الكنائس، و31،850 من المنشآت الصناعية، 40,000 كيلومترا من السكك الحديدية، و4100 من محطات السكك الحديدية، 40,000 من المستشفيات، و84،000 من المدارس، و43،000 من المكتبات العامة.

## أخلاقيات الحرب

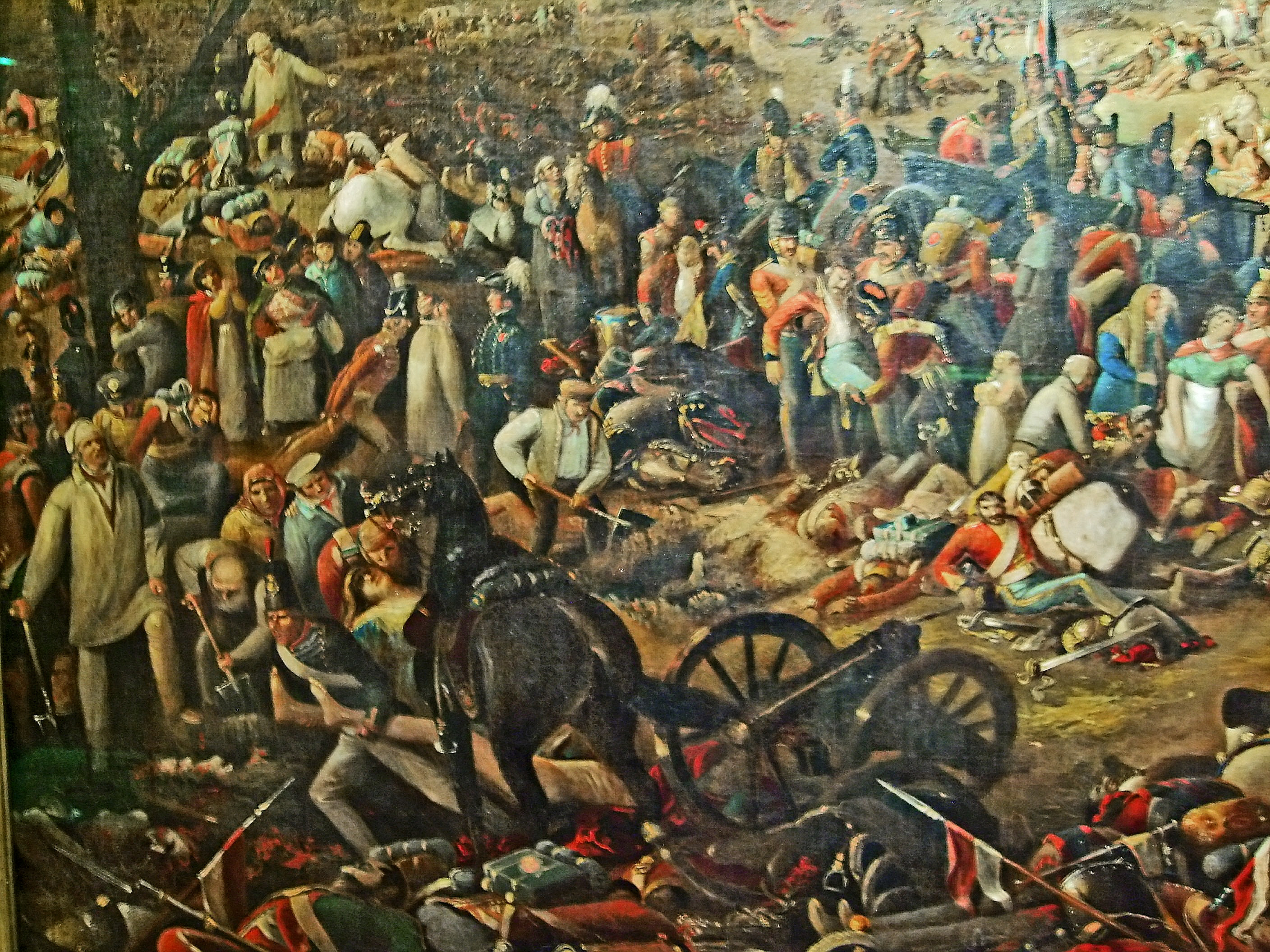
"صباح اليوم التالي لمعركة واترلو"، رسمها جون هفيسد كلارك عام 1816.

كانت الحرب طوال التاريخ مصدرا للأسئلة الأخلاقية الخطيرة. على الرغم من أن العديد من الدول القديمة وبعض الحديثة منها قد نظروا للحرب باعتبارها عمل نبيل، على امتداد التاريخ، مع ذلك فقد زادت المخاوف بشأن اخلاقيات الحرب تدريجيا. اليوم، ينظر البعض للحرب باعتبارها غير مرغوب فيها وباعتبارها مشكلة أخلاقية. في الوقت نفسه فإن بعض وجهات النظر عن الحرب ترى أن على الأقل التحضير والاستعداد والرغبة في الدخول في الحرب ضروري للدفاع عن بلدهم، وبالتالي فهي حربا عادلة. يعتقد دعاة السلام أن الحرب بطبيعتها غير أخلاقية، وأنه لا ينبغي أبدا الدخول في الحرب.
لم تكن وجهة النظر السلبية للحرب أبدا على نطاق واسع كما هي اليوم. ينظر هاينريش فون ترايتشكه للحرب على أنها النشاط الإنساني الأعلى حيث الشجاعة والشرف والقدرة مطلوبة أكثر من أي مسعى غيرها. وينظر أيضا فريدريش نيتشه للحرب على أنها فرصة للإنسان الأعلى لعرض البطولة والشرف والفضائل الأخرى. [بحاجة لمصدر]
ومؤيد آخر للحرب هو جورج فيلهلم فريدريش هيجل، يحبذ الحرب كجزء من العملية اللازمة لكشف التاريخ والسماح للمجتمع بالتقدم. عند اندلاع الحرب العالمية الأولى، كتب الكاتب توماس مان، «أليس السلام عنصرا من عناصر الفساد والحرب هي التطهير والتحرير والأمل الكبير؟» تبنت المجتمعات هذا الموقف من اسبرطة وروما في العالم القديم وحتى الدول الفاشية في الثلاثينات.
ويعترف القانون الدولي في حالتين فقط بالحرب المشروعة:
1. حروب للدفاع: عندما تتعرض إحدى الأمم لهجوم من جانب المعتدي، ويعتبر مشروعا للأمة مع حلفائها الدفاع عن نفسها ضد المعتدي.
2. الحروب التي يقرها مجلس الامن الدولي: عندما تقوم الأمم المتحدة كلها كهيئة بأعمال ضد دولة معينة. ومن الأمثلة على ذلك مختلف عمليات حفظ السلام في جميع أنحاء العالم.

تعترف أيضا إحدى الفرعيات من القانون الدولي المعروف باسم قانون الحرب والقانون الإنساني الدولي بأنظمة لإدارة الحرب، بما في ذلك اتفاقيات جنيف التي تنظم الشرعية لأنواع معينة من الأسلحة، ومعاملة أسرى الحرب. تعتبر الحالات التي تكسر فيها هذه الاتفاقيات من جرائم الحرب، ومنذ محاكمات نورمبرغ في نهاية الحرب العالمية الثانية، أنشأ المجتمع الدولي عددا من المحاكم للنظر في قضايا من هذا القبيل.
وغالبا ما يحفز اقتصاد البلاد بإنفاق الحكومة على الحرب. عندما تشن البلدان الحروب، فإنها تصبح بحاجة إلي إنتاج وبيع المزيد من الأسلحة، والدروع، والذخائر، وما شابه ذلك للجيوش، وبالتالي يمكن أن تدخل اقتصاداتها في طفرة (أو اقتصاد الحرب) مما يحد من البطالة. لكن غالبا ما يتبع الحرب فترة من الركود.

## عوامل إنهاء الحرب

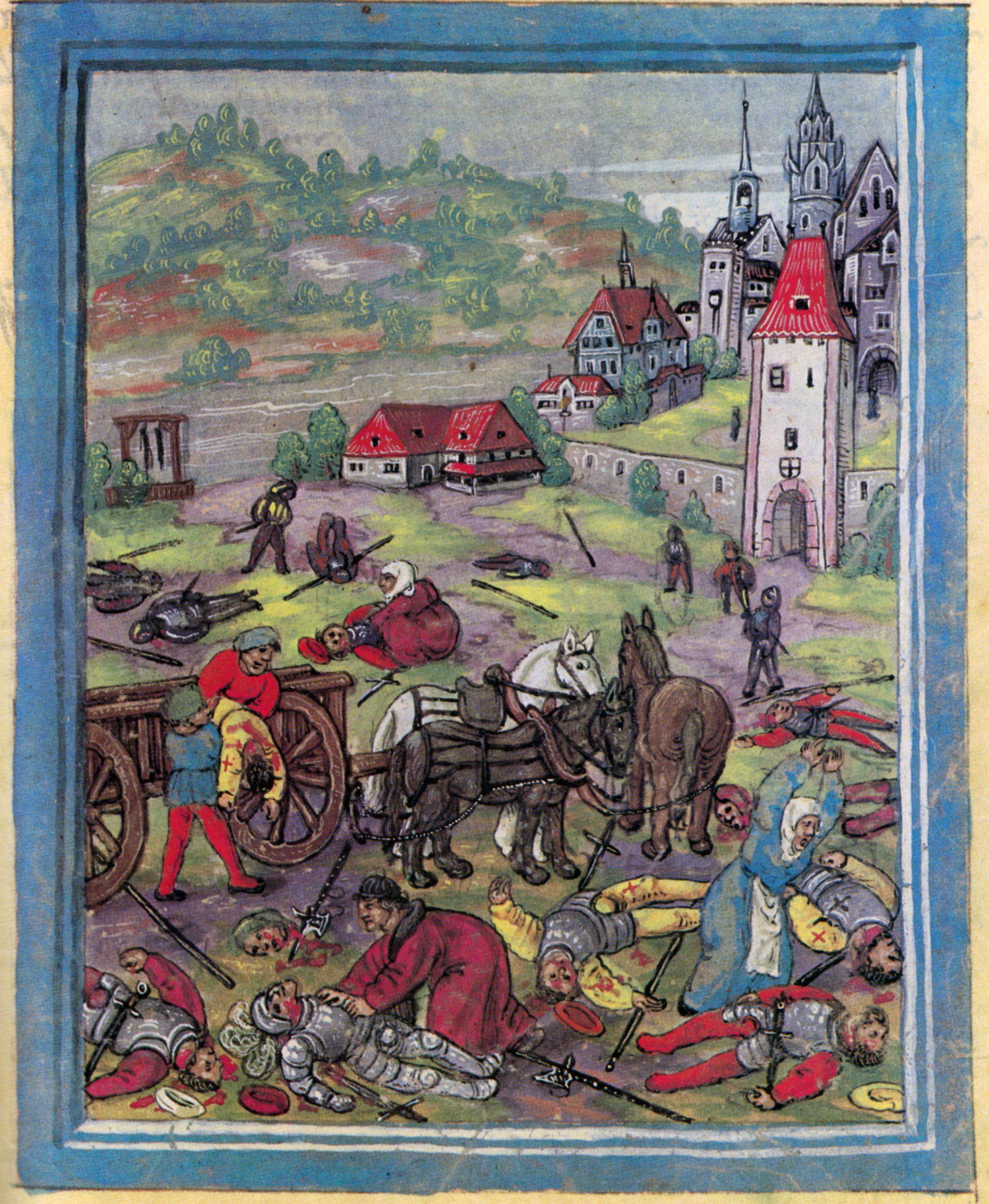
النساء والكهنة ينتشلوا جثث القتلى من الجنود السوبين، فقط خارج بوابات مدينة كونستانس بعد معركة تشاوديرلوه. (لوزيرنر شيلينغ)

عادة ما تعتمد الظروف السياسية والاقتصادية في عملية السلام التي تلي الحرب على "الحقائق على الارض". حيث عندما يتوافق الخصوم على أن الصراع قد انتهى إلى طريق مسدود وأنهم عليهم وقف الأعمال العدائية لتجنب المزيد من الخسائر في الأرواح والممتلكات. وقد يقررا استعادة الحدود الإقليمية ما قبل الحرب، أو إعادة رسم الحدود على خط المراقبة العسكرية، أو من خلال التفاوض يقررا الحفاظ على أو تبادل الأراضي المحتلة. المفاوضات بين الأطراف المعنية في نهاية الحرب غالبا ما تؤدي إلى وجود معاهدة، مثل معاهدة فرساي لعام 1919، التي أنهت الحرب العالمية الأولى.
وهناك طرف من الأطراف المتحاربة وهو الذي يستسلم أو ينسحب قد يكون له القليل من القدرة التفاوضية، مع فرض تسوية الجانب المنتصر أو إملاء شروطه على أي معاهدة. وثمة نتيجة مشتركة وهي ان الأراضي التي غزاها تبقى تحت سيطرة السلطة العسكرية الأقوى. يعد الاستسلام غير المشروط هو المحرز في مواجهة القوة العسكرية الساحقة للمجتمع باعتباره محاولة لمنع مزيد من الضرر في الحياة والملكية. على سبيل المثال، قدمت الإمبراطورية اليابانية الاستسلام غير المشروط لقوات الحلفاء في الحرب العالمية الثانية بعد إلقاء القنبلتين الذريتين على هيروشيما وناغازاكي (انظر استسلام اليابان)، والتي سبقت القصف الاستراتيجي الهائل لليابان، وإعلان الحرب والغزو الفوري لمنشوريا من جانب الاتحاد السوفيتي. يمكن التوصل إلى تسوية أو استسلام أيضا عن طريق الخداع أو التحايل.
العديد من الحروب الأخرى، مع ذلك، قد انتهت في التدمير الكامل للأراضي المتعارضة، مثل معركة قرطاج في الحرب البونية الثالثة بين فينيقيا مدينة قرطاج وروما القديمة في 149 قبل الميلاد. في 146 قبل الميلاد أحرق الرومان المدينة، واستعبدوا مواطنيها، وهدموا مبانيها.
بعض الحروب أو الأعمال العدوانية تنتهي عندما يتم إنجاز الهدف العسكري للجانب المنتصر. البعض الآخر لا، لا سيما في الحالات التي لا تكون فيها هياكل الدولة موجودة، أو أنها انهارت قبل انتصار الفاتح. في مثل هذه الحالات، تستمر حرب العصابات لفترة طويلة. في حالة الاستسلام الكامل فإن الأراضي المسلوبة توضع تحت السيطرة الدائمة للجانب المنتصر. ويجوز أن تنجح بعض الغارات لأغراض النهب بالعودة مع كمية مأسورة من السلع. في حالات أخرى تقرر الدول المعتدية انهاء العمليات العسكرية لتفادي الخسائر المستمرة ووقف الأعمال العدائية من دون الحصول على الهدف الأصلي، مثل ما حدث في الحرب العراقية الإيرانية.
بعض الأعمال العدائية، مثل التمرد أو الحرب الأهلية، قد تستمر لفترات طويلة من الزمن، فقط مع مستوى منخفض من النشاط العسكري. في بعض الحالات لم تكن هناك مفاوضات لأي معاهدة رسمية، ولكن أخمد القتال في نهاية المطاف، وبعد التوقف عن المطالب السياسية للجماعات المحاربة تم التوفيق إلى تسوية سياسية يتم التفاوض بشأنها، أو يتم تدريجيا قتل المتحاربين أو يقرروا أن النزاع غير مجدي.

## قائمة الحروب مرتبة تبعا لأعداد القتلى
هذه الأرقام لا تشمل الوفيات بين المدنيين الناجمة عن الأمراض والمجاعة والفظائع إلخ. فضلا عن مقتل الجنود في المعركة.
هذه قائمة غير مكتملة من الحروب.
- 60,000,000-72,000,000 -- الحرب العالمية الثانية (1939-1945)، (انظر خسائر الحرب العالمية الثانية) [80][81]
- 36,000,000 -- تمردا شي (الصين، [بحاجة لمصدر]
- 30,000,000-60,000,000 -- الفتوحات المغولية (القرن الثالث عشر) (انظر غزوات المغول وغزوات التتار) [82][83][84][85]
- 25,000,000—فتوحات اسرة تشينغ الملكية في عهد اسرة مينغ (1616-1662) [86]
- 20,000,000 -- الحرب العالمية الأولى (1914-1918 م) (انظر خسائر الحرب العالمية الأولى) [87]
- 20,000,000 -- تمرد تايبينغ (الصين، 1851-1864) (انظر ثورة دونغان) [88]
- 20,000,000 -- الحرب الثانية بين الصين واليابان (1937-1945) [89]
- 10,000,000 -- عصر الممالك المتحاربة (الصين، 475 قبل الميلاد إلى 221 قبل الميلاد)
- 7,000,000—20,000,000 فتوحات تيمورلنك (1360-1405) [90][91]
- 5,000,000-9,000,000 -- الحرب الأهلية الروسية والتدخل الخارجي (1917-1921) [92]
- 5,000,000—فتوحات منليك الثاني ملك إثيوبيا (1882—1898) [93][94]
- 3,800,000—5.400.000 -- حرب الكونغو الثانية (1998-2007) [95][96][97]
- 3,500,000-6,000,000 -- الحروب النابليونية (1804-1815) (انظر خسائر الحروب النابليونية)
- 3,000,000-11,500,000 -- حرب الثلاثين عاما (1618-1648) [98]
- 3,000,000-7,000,000 -- تمرد العمامة الأصفر (الصين، 184-205)
- 2,500,000-3,500,000 -- الحرب الكورية (1950-1953) (انظر الحرب الباردة) [99]
- 2,300,000-3,800,000 -- حرب فيتنام (الحرب برمتها من 1945-1975)
  - 300,000-1,300,000 -- الحرب الهندية الصينية الأولى (1945-1954)
  - 100,000-300,000 -- الحرب الفيتنامية الأهلية (1954-1960)
  - 1,750,000-2,100,000 -- المرحلة الأمريكية (1960-1973)
  - 170,000—المرحلة النهائية (1973-1975)
  - 175,000-1,150,000 -- الحرب السرية (1962-1975)
- 2,000,000-4,000,000 -- حروب هاجينوت [100]
- 2,000,000 -- فتوحات شاكا (1816-1828) [101]
- 2,000,000—الغزو الغازني للهند (1000-1027) [102]
- [103] -- حرب تحرير بنغلاديش (1971)
- 1,500,000-2,000,000 -- الحرب الأهلية الأفغانية (1979 --)
  - 1,000,000-1,500,000 التدخل السوفياتي (1979-1989)
- 1,300,000-6,100,000 -- الحرب الأهلية الصينية (1928-1949) علما بأن هذا الرقم لا يشمل ضحايا الحرب العالمية الثانية
  - 300,000-3,100,000 قبل 1937
  - 1,000,000-3,000,000 بعد الحرب العالمية الثانية
- 1,000,000-2,000,000 -- الثورة المكسيكية (1910-1920) [104]
- 1,000,000 -- الحرب العراقية الإيرانية (1980-1988) [105]
- 1,000,000 -- الغزو الياباني لكوريا (1592-1598) [106]
- 1,000,000 -- الحرب الأهلية السودانية الثانية (1983-2005)
- 1,000,000 -- الحرب الأهلية النيجيرية (1967-1970)
- 618,000 [107]—970,000 -- الحرب الأهلية الأمريكية (بما في ذلك 350,000 بسبب المرض) (1861-1865)
- 900,000-1,000,000 -- الحرب الأهلية الموزمبيقية (1976-1993)
- 868,000 [108]—1,400,000 [109] -- حرب السنوات السبع (1756-1763)
- 800,000—1,000,000 -- الحرب الأهلية الرواندية (1990-1994)
- 800,000 -- الحرب الأهلية الكونغولية (1991-1997)
- 600,000 إلى 1,300,000 -- الحرب اليهودية الرومانية الأولى (انظر قائمة الحروب الرومانية)
- 580,000 -- ثورة بار كوخبا (132 - 135CE)
- 570,000 -- حرب الاستقلال الإريترية (1961-1991)
- 550,000 -- الحرب الأهلية الصومالية (1988 --)
- 500,000—1,000,000 -- الحرب الاهلية الأسبانية (1936-1939)
- 500,000 -- الحرب الأهلية الأنغولية (1975-2002)
- 500,000 -- الحرب الأهلية الأوغندية (1979-1986)
- 400,000-1,000,000 حرب التحالف الثلاثي في باراغواي (1864-1870)
- 400,000 -- حرب الوراثة الأسبانية (1701-1714)
- 371,000 -- مواصلة الحرب (1941-1944)
- 350,000 -- الحرب العظيمة الشمالية (1700-1721) [110]
- 315,000—735,000 -- حروب الممالك الثلاث (1639-1651) الحملة الإنجليزية ~ 40,000، 73,000 الاسكتلندية، 200,000-620,000 الأيرلندية [111]
- 300,000 -- الحرب الروسية الشركسية (1763-1864) (انظر الحرب القوقازية)
- 300,000 -- الحرب الأهلية البوروندية الأولى (1972)
- 300,000 -- صراع دارفور (2003 --)
- 270,000-300,000 -- حرب القرم (1854-1856)
- 234,000 الحرب الفلبينية الأمريكية (1898-1913) [112]
- 230,000-1,400,000 -- الحرب الأهلية الإثيوبية (1974-1991)
- 224,000 -- حروب البلقان، تشمل الحربين (1912-1913)
- 220,000 -- الحرب الأهلية الليبيرية (1989 --)
- 217,000—1.124.303 -- الحرب على الإرهاب (9/11/2001-Present) [بحاجة لمصدر]
- 200,000—1,000,000 [113][114] -- الحملة الصليبية على الكثار (1208-1259)
- 200,000-800,000—عصر امراء الحروب في الصين (1917-1928)
- 200,000 -- الحرب البونيقية الثانية (BC218 - BC204) (انظر قائمة المعارك الرومانية)
- 200,000 -- الحرب الأهلية السيراليونية (1991-2000)
- 200,000 -- الحرب الأهلية الجزائرية (1991 --) [115][116]
- 200,000 -- الحرب الأهلية الغواتيمالية (1960-1996)
- 190,000 -- الحرب الفرنسية البروسية (1870-1871)
- 180,000—300,000 -- أحداث العنف في لوس انجليس (1948-1958)
- 170,000 -- حرب الاستقلال اليونانية (1821-1829)
- 150,000 -- الحرب الأهلية اللبنانية (1975-1990)
- 150,000 -- الحرب الأهلية في اليمن الشمالية (1962-1970)
- 150,000 -- الحرب الروسية اليابانية (1904-1905)
- 148,000-1,000,000 -- حرب الشتاء (1939)
- 125,000 -- الحرب الإثيوبية الاريترية (1998-2000)
- 120,000—384,000 الحرب العظمى التركية (1683-1699) (انظر الحروب العثمانية هابسبورغ)
- 120,000 -- حرب العبيد الثالثة (BC73 - BC71)
- 117,000—500,000 -- الثورة في فيندي (1793-1796)
- 103359 + -- + 1٬136٬920 -- غزو واحتلال العراق (2003 إلى الوقت الحاضر)
- 101,000—115,000 -- الصراع العربي الإسرائيلي (1929 --)
- 100,500 -- حرب شاكو (1932-1935)
- 100,000—1,000,000 -- حرب الأخوين (1531-1532)
- 100,000—400,000 -- غرب غينيا الجديدة (1984 --) (انظر أعمال الإبادة الجماعية في بابوا الغربية)
- 100,000—200,000 -- الغزو الاندونيسي لتيمور الشرقية (1975-1978)
- 100,000 -- حرب الخليج العربي (1991)
- 100,000-1,000,000 -- حرب استقلال الجزائر (1954-1962)
- 100,000 -- حرب الألف يوم (1899-1901)
- 100,000 -- حرب الفلاحين (1524-1525) [117]
- 97.207 -- الحرب البوسنية (1992-1995) [118]
- 80,000 -- الحرب البونية الثالثة (BC149 - BC146)
- 75,000—200,000؟ -- فتوحات الإسكندر الأكبر (BC336 - BC323)
- 75,000 -- الحرب الاهلية السلفادورية (1980-1992)
- 75,000 -- حرب البوير الثانية (1898-1902)
- 70,000 -- انتفاضة بوديكا (AD60 - ad61)
- 69,000 -- الصراع الداخلي في بيرو (1980 --)
- 60,000 -- الصراع بين سري لانكا / التاميل (1983-2009)
- 60,000 -- التمرد في نيكاراغوا (1972-91)
- 55,000 -- حرب المحيط الهادئ (1879-1885)
- 50,000—200,000 -- الحرب الشيشانية الأولى (1994-1996)
- 50,000—100,000 -- الحرب الطاجيكستانية الأهلية (1992-1997)
- 50,000 -- حرب الوردتين (1455-1485) (انظر الحروب التي تشمل انكلترا)
- 45,000 -- الحرب الأهلية اليونانية (1945-1949)
- 41,000-100,000 -- أحداث التمرد الكشميرية (1989 --)
- 36,000 -- الحرب الأهلية الفنلندية (1918)
- 35,000—40,000 -- حرب المحيط الهادئ (1879-1884)
- 35,000—45,000 -- حصار مالطا (1565) (انظر الحروب العثمانية في أوروبا)
- 30,000 -- الصراع بين حزب العمال الكردستاني وتركيا (1984 --)
- 30,000 -- الحرب الفيتنامية الصينية (1979)
- ~ 28,000 -- الغزو الإسرائيلي للبنان 1982 (1982)
- 25,000 -- حرب الشيشان الثانية (1999—الوقت الحاضر) [119]
- 25,000 -- الحرب الثورية الأمريكية (1775-1783)
- +23384 -- الحرب بين الهند وباكستان لعام 1971 (ديسمبر 1971)
- 23,000 -- حرب ناغورنو كاراباخ (1988-1994)
- 20,000—49.600 الغزو الأمريكي لأفغانستان (2001-2002)
- 19,000 + -- الحرب المكسيكية الأمريكية (1846-1848)
- 14,000 + -- حرب الأيام الستة (1967)
- 15,000-20,000 -- حرب الاستقلال الكرواتية (1991-1995)
- 11,053 -- طوارئ الملايو (1948-1960)
- 11,000 -- الحرب الإسبانية الأميركية (1898)
- 10,000 -- جهاد الأمادو (1810-1818)
- 10,000 -- هجوم بالغاز السام في حلبجة (1988)
- 7,264-10,000 -- الحرب بين الهند وباكستان لعام 1965 (آب / أغسطس أيلول / سبتمبر 1965)
- 7,000-24,000 -- الحرب الأمريكية عام 1812 (1812-1815)
- 7,000 -- حرب كوسوفو (1996-1999) (المتنازع عليها)
- 5,000 -- الغزو التركي لقبرص (1974)
- 4,588 -- الحرب بين الصين والهند (1962)
- 4,000 -- حرب زيرستان (2004-2006)
- 4,000 -- الحرب الاهلية الأيرلندية (1922-23)
- 3,500 -- الاضطرابات (1969-1998)
- 3,000 -- الحرب الأهلية في كوت ديفوار (2002-2007)
- 2,899 -- أرض الحروب في نيوزيلندا (1845-1872)
- 2,604-7,000 -- الحرب بين الهند وباكستان في عام 1947 (أكتوبر 1947 كانون الأول / ديسمبر 1948)
- 2,000 -- حروب كرة القدم (1969)
- 2,000 -- حرب الاستقلال الأيرلندية (1919-21)
- 1,975-4,500 + -- العنف في النزاع الإسرائيلي الفلسطيني (2000 --)
- 1,724 -- الحرب في لابلاند (1945)
- 1,500 -- الثورة الرومانية (ديسمبر 1989)
- ~ 1,500 -- حرب لبنان 2006
- 1,000 -- انتفاضة زاباتيستا في تشياباس (1994)
- 907 -- حرب فوكلاند (1982)
- 62 -- حرب الاستقلال السلوفينية (1991)